# Clivești, Cozmeni
Clivești (în ucraineană Хлівище, transliterat: Hlivîșce și în germană Kliwestie) este un sat reședință de comună în raionul Cozmeni din regiunea Cernăuți (Ucraina). Are 648 locuitori, preponderent ucraineni (ruteni).
Satul este situat la o altitudine de 235 metri, pe malul unui afluent al pârâului Sovița, în partea de centru-vest a raionului Cozmeni.

## Istorie
Localitatea Clivești a făcut parte încă de la înființare din regiunea istorică Bucovina a Principatului Moldovei. Prima atestare documentară a localitații datează din 6 iulie 1413. După anexarea Bucovinei de către Imperiul Habsburgic în anul 1775, localitatea Clivești a făcut parte din Ducatul Bucovinei, guvernat de către austrieci, făcând parte din districtul Cozmeni (în germană Kotzmann). Din 1873, funcționa la Clivești o școală cu 3 clase.
După Unirea Bucovinei cu România la 28 noiembrie 1918, satul Clivești a făcut parte din componența României, în Plasa Șipenițului a județului Cernăuți. Pe atunci, majoritatea populației era formată din ucraineni, existând și o comunitate de români. În perioada interbelică, a funcționat aici un cămin cultural al Fundației Culturale Regale "Principele Carol" . 
Ca urmare a Pactului Ribbentrop-Molotov (1939), Bucovina de Nord a fost anexată de către URSS la 28 iunie 1940, reintrând în componența României în perioada 1941-1944. Apoi, Bucovina de Nord a fost reocupată de către URSS în anul 1944 și integrată în componența RSS Ucrainene. 
Începând din anul 1991, satul Clivești face parte din raionul Cozmeni al regiunii Cernăuți din cadrul Ucrainei independente. Conform recensământului din 1989, numărul locuitorilor care s-au declarat români plus moldoveni era de 4 (3+1), reprezentând 0,61% din populația comunei . În prezent, satul are 648 locuitori, preponderent ucraineni.

## Demografie
Componența lingvistică a comunei Clivești
     Ucraineană (99,38%)
     Alte limbi (0,46%)
Conform recensământului din 2001, majoritatea populației comunei Clivești era vorbitoare de ucraineană (99,38%), existând în minoritate și vorbitori de alte limbi.
1930: 1.171 (recensământ)
1989: 656 (recensământ)
2007: 648 (estimare)

### Recensământul din 1930
Componența etnică a comunei Clivești (județul Cernăuți)
     Români (3,07%)
     Ruteni (94,36%)
     Evrei (2,05%)
     Polonezi (0,52%)
Componența confesională a comunei Clivești
     Ortodocși (94,79%)
     Romano-catolici (2,05%)
     Mozaici (2,05%)
     Greco-catolici (1,11%)
Conform recensământului efectuat în 1930, populația comunei Clivești se ridica la 1.171 locuitori. Majoritatea locuitorilor erau ruteni (94,36%), cu o minoritate de români (3,07%), una de evrei (2,05%) și una de polonezi (0,52%). Din punct de vedere confesional, majoritatea locuitorilor erau ortodocși (94,79%), dar existau și mozaici (2,05%), romano-catolici (2,05%) și greco-catolici (1,11%).